# 마타판곶 해전
마타판 곶 해전은 1941년 3월 28일부터 3월 29일까지 그리스 크레타섬 인근의 마타판 곶에서 이탈리아 해군과 영국 해군의 전투였다. 이 전투에서 영국군이 이탈리아 해군의 전력을 약화시켜 승리함으로써 영국군은 지중해에서의 우세를 유지하였다. 그러나 곧 독일군의 그리스 및 북아프리카 침공으로 이러한 우세도 곧 끝나게 된다.

## 배경
1940년 11월 11일, 영국군은 북아프리카 전역을 주도하며 지중해의 해상권을 장악하기 위해 이탈리아 타란토를 공격한다. 영국군은 앤드루 커닝엄 제독의 지휘 하에 타란토의 이탈리아 해군 기지를 기습 공격했는데, 항공 모함 일러스트리어스 호에서 이륙한 페어리 소드피시 복엽기 21대가 어뢰를 이용해 해군 전함 3척 (둘리오, 리토리오, 카보우르) 및 순양함 2척을 공격했다. 1파는 타란토 시가지와 디가 디 타란툴라 방향으로 진격했고, 공격 제 2파는 타란토 시가지의 해안을 따라 공격했는데 영국군은 여기서 복엽기 2대를 잃었다. 또한 영국군은 알제와 튀니스에 정박하고 있던 비시 프랑스 해군을 공습하여 대승을 거두었고, 동아프리카 전역에서도 수단을 침공한 이탈리아 왕국군을 격퇴함으로써 대승을 거두었다. 이러한 상황에서 영국 커닝엄 제독은 그리스 남부의 영국군과 합동 작전을 벌이기로 결심한다.

## 개전
1941년 3월 28일 영국군은 라이트 포스와 전투 전대를 이끌고 이탈리아 함대를 공격하게 된다. 라이트 포스는 경순양함 4척과 구축함 4척, 전투 전대는 전함 3척과 구축함 9척 및 항공모함 포미더블을 이끌고 있었다. 한편 이탈리아 함대는 전함 비토리오 베네토와 순양함 8척, 구축함 9척을 보유하고 있었다. 연합군은 크레타 섬에 있는 말레메 비행장에서 블렌하임 폭격기를 출격시킬 수 있었다. 오전 6시부터 오전 8시 12분까지 양측 사이엔 교전이 발발하지 않았다. 그러나 오전 8시 12분 순양함 트리에스테, 볼차노, 트렌토가 영국 라이트 포스에 사격을 개시했다. 사격은 8시 55분에 종료했다. 한편 영국군은 말레베 비행장과 항공 모함 포미더블에서 각각 블렌하임 폭격기와 뇌격기를 출격시킴으로써 전함 비토리오 베네토를 공격하게 했다. 10시 58분부터 11시 27분까지 라이트포스는 비토리오 베네토와 교전했고, 이 과정에서 폭격기와 뇌격기가 비토리오 베네토에 첫 공격을 가했다. 정오부터 전투는 치열해지기 시작했는데 12시 5분 항공기가 트리에스테, 트렌토, 볼차노를 공격했다. 이후 연합군 항공기는 총 6차례에 걸쳐 이 세 함선에 대한 공격을 감행했다. 한편 차라, 폴라, 피우메, 가리발디, 아브루치에 대한 항공 공격도 이어졌는데, 17시 30분 항공모함 포미더블에서 출격한 뇌격기가 순양함 폴라에 타격을 입혔다. 이에 차라, 피우메와 구축함 4척이 순양함 폴라를 지원하기 위해 21시에 돌아갔고 1시간 30분간의 교전 끝에 영국군의 전함 전대가 차리, 피우메, 폴라 및 구축함 4척을 격침시켰다. 더 이상의 전투가 어렵다고 판단한 이탈리아 해군은 23시에 교전을 중지하고 이탈리아 타란토 항과 브린디시 항으로 퇴각했고, 영국군은 23시 59분까지 전장에 있다가 후퇴했다.

## 결과
이 승리는 이탈리아 왕국과 대영제국 모두에게 교훈을 주었는데, 그 교훈은 지중해 상에서 영국 해군이 여전히 이탈리아 왕국군보다 더 우세한 입장에 있다는 것이었다. 이 전투의 승리로 지중해 전역에서 영국군은 한 동안 우세를 굳히게 되었고, 크레타 섬 해역 일대는 영국군의 수중에 들어오게 되었다.. 그러나 독일군이 본격적으로 유고슬라비아 왕국과 그리스 왕국을 침공하고, 몰타에 대한 공습을 시작함으로써, 영국군은 그리스 본토에 집중할 수 밖에 없었다. 더욱이 북아프리카 전역에서도 독일군이 영국군을 공격함에 따라 영국군의 전력은 분산되었고, 영국 해군은 독일 U보트를 막거나 육군을 돕는 데에 참여하였다.